# قانون اساسی کلمبیا ۱۸۲۱ (میلادی)

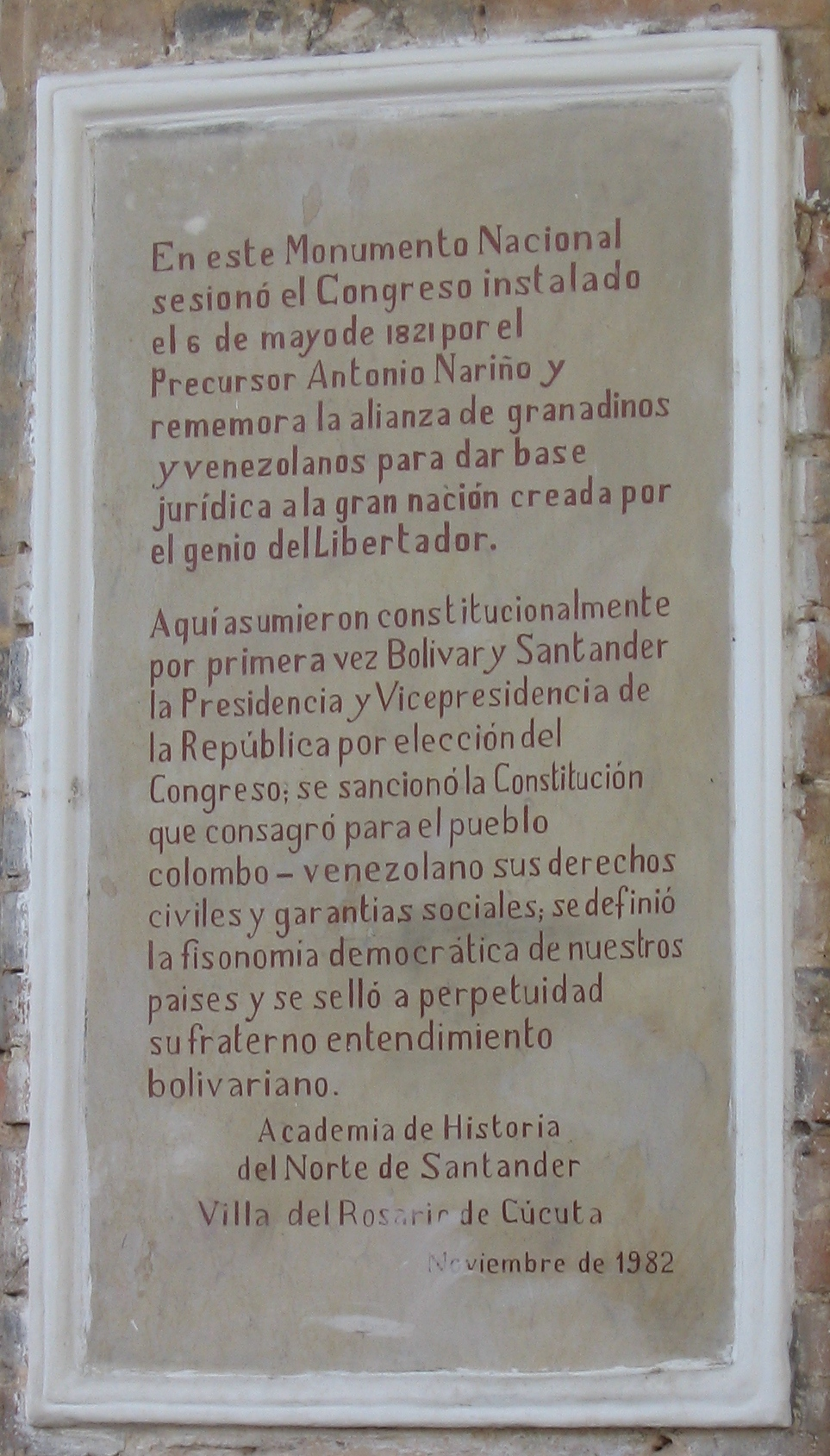
یادبود قانون اساسی کوکوتا

قانون اساسی کوکوتا، که با نام قانون اساسی گرند کلمبیا و قانون اساسی ۱۸۲۱ نیز شناخته می‌شود، این سند، قانون اساسی تأسیس کننده جمهوری کلمبیا است (از نظر تاریخ‌شناسی به آن گرند کلمبیا گفته می‌شود)، که تحت‌الحمایگی گرانادای جدید را به عنوان اعضای یک فدراسیون متحد می‌کند. این قانون اساسی در ۳۰ اوت، ۱۸۲۱ و در کنگره کوکوتا به تصویب رسید.

## تاریخ

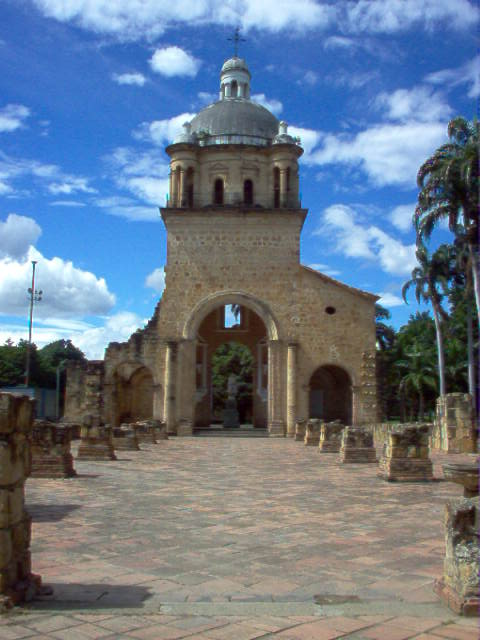
کلیسای تاریخی کوکوتا، جایی که نمایندگان گرانادای جدید (کلمبیا) و ونزوئلا، قانون اساسی را امضا کردند.

بعد از نبرد کارابوبو در ۲۴ جوئن ۱۸۲۱ که باعث استقلال ونزوئلا شد، کنگره ای که در آنگوستورا برگزار شد، دوباره در کوکوتا تأسیس شد. پس از آزادسازی کاراکاس، کارتاژنا، پوپایان و سانتا مارتا، در ۱۸ ژوئیه، کنگره تلاش‌های خود برای تدوین قانون اساسی جدید، که مناطق آزاد شده را شامل می‌شد، از سر گرفت. پیش نویس نهایی در ۳۰ اوت ۱۸۲۱ تصویب شد و در ۱۲ ژوئیه ۱۸۲۲ تسریع شد. قانون اساسی در ۱۰ فصل و ۹۱ ماده تدوین شد.
سیمون بولیوار به عنوان رئیس‌جمهور و فرانسیسکو دو پائولا سانتاندر، به عنوان معاون رئیس‌جمهور انتخاب شدند.
این اولین قانون اساسی کلمبیا محسوب می‌شود و تا انحلال گران کلمبیا در سال ۱۸۳۱ ادامه داشت.

## فهرست کتاب‌ها
- بوشنل، دیوید (۱۹۷۰). رژیم سانتآندر در گرند کلمبیا (به انگلیسی: The Santander Regime in Gran Colombia). وستپورت: گرینوود پرس. شابک ‎۰-۸۳۷۱-۲۹۸۱-۸
- گیبسون، ویلیام ماریون (۱۹۴۸). قوانین اساسی کلمبیا (به انگلیسی: The Constitutions of Colombia). دورهام: دوک یونیورسیتی پرس.